# Sphenomorphus melanopogon
Sphenomorphus melanopogon — вид сцинкоподібних ящірок родини сцинкових (Scincidae). Мешкає в Індонезії.

## Поширення і екологія
Sphenomorphus melanopogon мешкають на Малих Зондських островах. Вони живуть у вологих тропічних лісах, на висоті до 600 м над рівнем моря.